# Cupola Verde

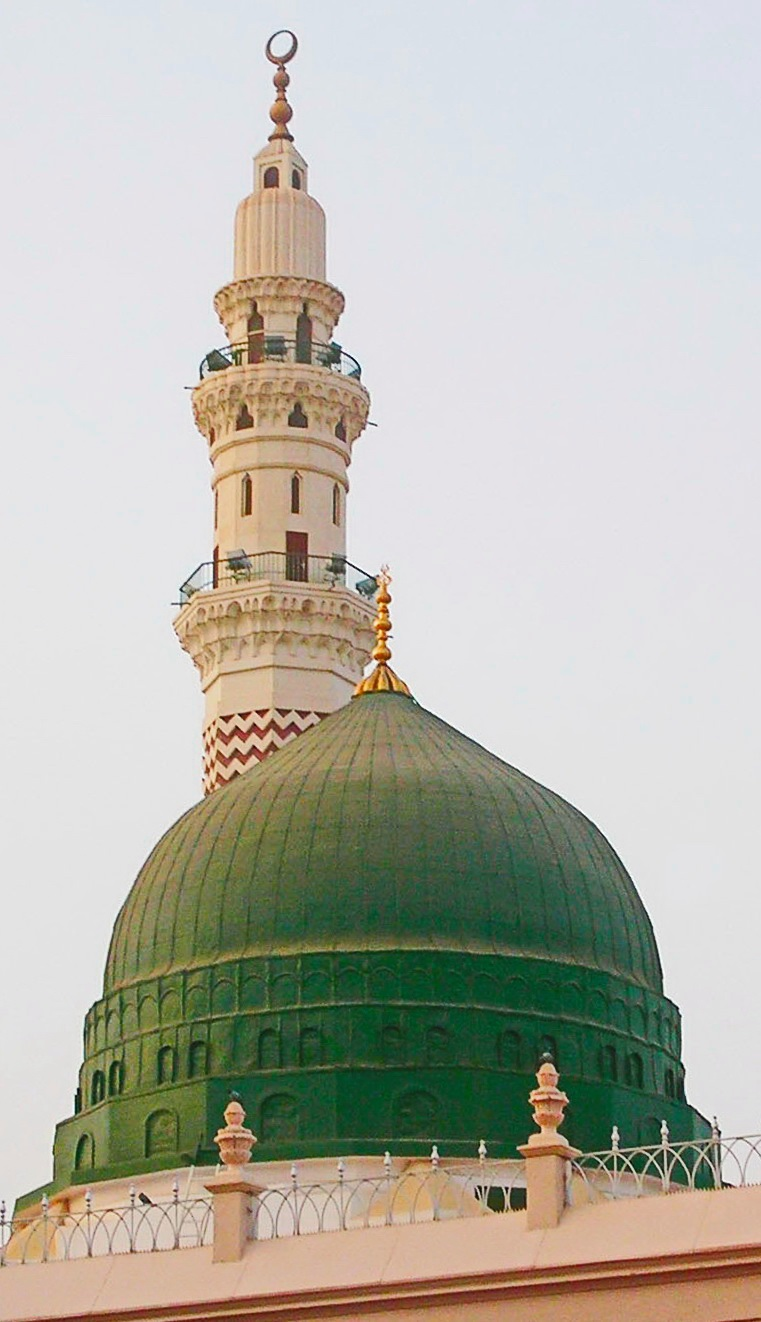
La Cupola Verde

La Cupola Verde (in arabo القبة الخضراء‎?, al-Qubba al-Khaḍrāʾ) è la cupola dipinta di verde costruita al di sopra della tomba del profeta musulmano Maometto nella Moschea del Profeta di Medina (attuale Arabia Saudita). 
È adornata con scritte arabe di letteratura religiosa e di riferimenti coranici.

## Storia
La sua costruzione fu ordinata nel 1279 dal Sultano mamelucco bahri al-Manṣūr Qalāwūn ma subì due restauri, nel XV secolo e nel 1817. 
Dopo i danni provocati da un incendio, nel 1481, la moschea e la cupola furono restaurate dal Sultano mamelucco burji Qāytbāy.
Venti anni dopo, nel 1837, per disposizione del Sultano ottomano Mahmud II, la cupola fu dipinta di verde.
Quando il sultano saudita del Najd, Saʿūd b. ʿAbd al-ʿAziz b Muḥammad b. Saʿūd, conquistò Medina nel 1805, impartì l'ordine che tutte le costruzioni a cupola sovrastanti un luogo d'inumazione fossero distrutte, fedele al rigorista principio wahhabita che vede nelle sepolture un grave potenziale rischio che la venerazione sia rivolta a esseri mortali, anziché all'unico Essere cui essa deve essere riservata: Allah.
La cosa si ripeté nel 1925, quando gli Ikhwān sauditi occuparono di nuovo la seconda Città Santa dell'islam.
Nel 2007, secondo il giornale The Independent, edito dal Ministero saudita degli Affari Islamici, col sostegno del ʿAbd al-ʿAzīz ibn ʿAbd Allāh Āl al-Shaykh, Grande Muftī dell'Arabia Saudita, fu stabilito che "la Cupola Verde sarà demolita e che le tre tombe nella Moschea del Profeta saranno rase al suolo".